# The Biggest Fan
Pour plus de détails, voir Fiche technique et Distribution.
The Biggest Fan est un téléfilm réalisé par Michael Criscione en 2002.

## Synopsis
Debbie, une fille de 15 ans, son groupe préféré est Dream Street, et son membre préféré est Chris Trousdale . Quand Chris fait une pousser de fièvre pendant la tournée de Dream Street, alors qu'il devait monter sur scène, il part en pleine nuit avec la fourgonnette du groupe et finit par se réveillé dans le lit de Debbie, sa plus grande fan, qui n'en croit pas ses yeux son rêve se réalise enfin... Debbie propose a Chris de rester avec elle. Au cours de la semaine, ils passent du temps ensemble elle le cache secrètement afin qu'il puisse échapper à la pression d'être une star de la pop pendant un petit moment. Chris fréquente le lycée de Debbie déguisé afin de ne pas être reconnu. Pendant ce temps, les dirigeants du groupe deviennent fous à la suite de la disparition de la star, pensant qu'il a été enlevé. À la fin de la semaine, Debbie et Chris vont au bal du lycée où deux filles populaires et jalouses découvrent la véritable identité de Chris et le dénoncent à la police, le séparant ainsi de Debbie. Ils seront finalement réunis lors de la dernière scène lors du concert, se terminant par un doux baiser lors d'une performance du groupe Dream Street.

## Distribution
- Chris Trousdale : Chris Trousdale
- Kaila Amariah : Debbie Worden
- Jesse McCartney : Jesse McCartney
- Greg Raposo : Greg Raposo
- Frankie Galasso : Frankie Galasso
- Matt Ballinger : Matt Ballinger
- Marissa Tait : Ashley
- Pat Morita : Richard Limp
- Richard Moll : Harold Worden
- Cindy Williams : la maman de Debbie
- Adam Wylie : Garfield Worden
- Michael Winslow : Un officier de police

Version française par Frédéric Roques